# Herman Mikuž
| 14966 Jurijvega | 30 luglio 1997   |
| 18845 Cichocki  | 7 settembre 1999 |

Herman Mikuž (...) è un astronomo sloveno.
Il Minor Planet Center gli accredita la scoperta di ventuno asteroidi, effettuate tra il 1997 e il 2003, di cui uno in collaborazione con Stanislav Matičič.